# Jamie Lewis
Jamie Lewis (Carmarthen, 8 november 1991), bijgenaamd 'Fireball', is een darter uit Wales die speelde bij de World Darts Federation (WDF), en daarvoor bij de PDC.

## Resultaten op Wereldkampioenschappen

### WDF

#### World Championship
- 2023: Laatste 48 (verloren van Jarno Bottenberg met 0-2)

#### World Cup
- 2011: Halve finale (verloren van Martin Adams met 3-6)

### PDC
- 2013: Voorronde (verloren van Lourence Ilagan met 3–4)
- 2014: Laatste 64 (verloren van Raymond van Barneveld met 0–3)
- 2015: Laatste 64 (verloren van James Wade met 1–3)
- 2016: Laatste 64 (verloren van Daryl Gurney met 1–3)
- 2017: Laatste 32 (verloren van Peter Wright met 0–4)
- 2018: Halve finale (verloren van Phil Taylor met 1-6)
- 2019: Laatste 16 (verloren van Dave Chisnall met 0-4)
- 2021: Laatste 64 (verloren van Gerwyn Price met 2-3)

### PDC World Youth Championship
- 2012: Kwartfinale (verloren van James Hubbard met 4-5)
- 2013: Laatste 64 (verloren van Brandonn Monk met 5-6)
- 2015: Laatste 32 (verloren van Kenny Neyens met 4-6)

## Resultaten op de World Matchplay
- 2013: Laatste 32 (verloren van Kevin Painter met 7-10)
- 2015: Laatste 16 (verloren van Michael van Gerwen met 2-13)